# Club Deportivo General Velásquez
Il Club Deportivo General Velásquez è una società calcistica cilena, con sede a San Vicente de Tagua Tagua. Milita nella Liga Chilena de Fútbol Tercera División, la terza serie del calcio cileno.

## Storia
Fondato nel 1908, non ha mai vinto trofei nazionali.
Prende il nome dal generale cileno José Velásquez Bórquez (Puchuncaví, 27 dicembre 1833 — San Vicente de Tagua Tagua, 17 luglio 1897), che partecipò alla Guerra del Pacifico (1879-1884).